# El filòsof autodidacte
El filòsof autodidacte (en àrab Hayy ibn Yaqzan, en llatí Philosophus autodidactus) és la primera novel·la àrab i la primera novel·la filosòfica, escrita per Ibn Tufayl, filòsof i metge del segle xii de l'Al-Àndalus. La novel·la es titulà així pel conte al·legòric i filosòfic homònim escrit per Avicenna al segle xi a Pèrsia.
El filòsof autodidacte tingué una gran influència en la literatura àrab, persa i europea després que fos traduït al llatí el 1671 i a l'anglès el 1686, traduït també al neerlandès i a l'alemany el 1672. L'obra tingué gran influència no només en la literatura islàmic clàssica, sinó també moderna, i arribà a tenir renom fins a la Il·lustració.

## Argument
El text d'Avicenna és molt diferent de la novel·la d'Ibn Tufayl. La d'Avicenna fou essencialment un experiment intel·lectual sobre l'intel·lecte actiu, personificat per una vella saga, dirigida per un narrador, que representa l'ànima racional, sobre la naturalesa de l'univers.
El text d'Ibn Tufayl fou inspirat per l'avicennisme, el kalam i el sufisme, i també es pot descriure com un experiment intel·lectual. La novel·la narra la història d'un nen salvatge i autodidacte, criat per una gasela que viu sol en una illa deserta a l'oceà Índic. Després de morir la gasela, ell la dissecciona i li realitza una autòpsia per trobar què li va passar. Descobreix que la seva mort fou deguda a la pèrdua de la calor interna. Aquest fet el fa posar en camí de la ciència islàmica i de l'autodescobriment.
Sense contacte amb altres éssers humans, en Hayy descobreix l'última veritat a través d'un procés sistemàtic raonat. En Hayy arriba a contactar amb la civilització i la religió quan es troba amb l'Absal. Ell determina que certs símbols de la religió i de la civilització, imagineria i dependència de coses materials, són necessàries perquè la multitud tingui una vida decent. No obstant això, creu que són distraccions de la veritat i caldria abandonar-les.
Ibn Tufayl treu el nom del conte i molts dels personatges d'una obra anterior d'Avicenna. El llibre d'Ibn Tufayl no fou un comentari ni una mera reescriptura del llibre d'Avicenna, sinó un treball innovador. Reflecteix un dels temes principals dels filòsofs musulmans: la reconciliació de la filosofia amb la revelació.
També anticipa en certa manera obres com Robinson Crusoe o Emili, o De l'educació. També és semblant a la història de Mowgli a El llibre de la selva de Rudyard Kipling o Tarzan.

## Temes filosòfics
El filòsof autodidacte tracta molts temes filosòfics, sobretot amb relació a l'epistemologia. Els pensaments expressats a la novel·la es poden trobar en diferents variacions i en graus diferents als llibres de Thomas Hobbes, John Locke, Isaac Newton i Immanuel Kant.
És una obra escrita com a continuació de la versió d'Avicenna i com a resposta a La Incoherència dels Filòsofs d'Al-Ghazalí, que criticà Avicenna. Ibn Tufayl cità Al-Farabí, l'avicennisme i la teologia kalam aixarita com les influències principals del seu treball, així com el seu professor Avempace, ibn Túmart i el sufisme.

## Empirisme itabula rasa
A l'obra, Ibn Tufayl fou el primer a demostrar les teories de empiristes de la tabula rasa com experiments de pensament a la seva novel·la, com ell representà el desenvolupament de la ment d'un nen salvatge "des d'una tabula rasa a un adult, en aïllament complet de la societat" en una illa desèrtica. La traducció al llatí, titulada Philosophus autodidactus es publicà per Edward Pococke el 1671, inspirada per la formulació de la tabula rasa de John Locke a Assaig sobre l'enteniment humà, el qual arribà a ser una de les principals fonts de l'empirisme a la filosofia moderna occidental, i influencià molts filòsofs il·lustrats com David Hume i George Berkeley.

## Influència i llegat
El filòsof autodidacte tingué una influència significant a les literatures àrab, persa i europea, i arribà a ser molt difós a l'Europa Occidental als segles xvii i xviii. L'obra també tingué influència en la filosofia islàmica i en la filosofia occidental moderna. Arribà a ser un dels llibres més importants que anuncià la Revolució Científica i la Il·lustració, i els pensaments expressats en aquesta novel·la poden ser trobats en obres de Thomas Hobbes, John Locke, Isaac Newton i Immanuel Kant.